# Dammarie-en-Puisaye
Dammarie-en-Puisaye é uma comuna francesa na região administrativa do Centro, no departamento Loiret. Estende-se por uma área de 25,86 km². Em 2010 a comuna tinha 175 habitantes (densidade: 6,8 hab./km²).